# Basilica di San Sebastiano fuori le mura
La basilica di San Sebastiano fuori le mura è un luogo di culto cattolico di Roma, nel quartiere Ardeatino, sulla via Appia Antica al numero 136. Fa parte delle sette chiese visitate dai pellegrini in occasione del Giubileo.

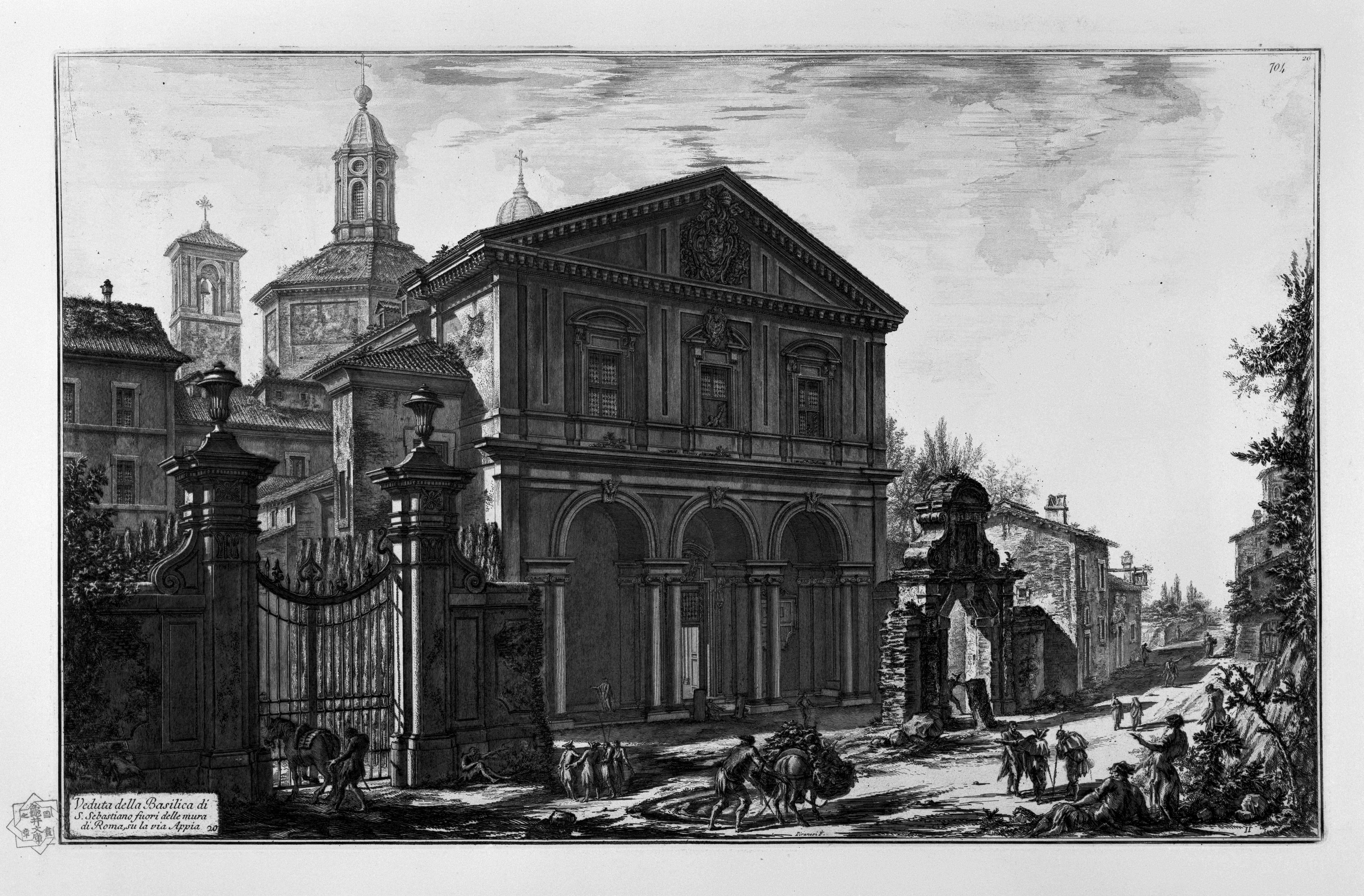
Incisione di Giovanni Battista Piranesi della metà del XVIII secolo

## Storia
La chiesa fu costruita nel IV secolo con l'antico titolo dei Santi Pietro e Paolo, sul luogo dove erano state trasferite nel 258 le reliquie dei due apostoli per salvarle dalle persecuzioni. Ritornate in seguito nelle loro sedi originarie (in Vaticano e sulla via Ostiense), sopra le catacombe l'imperatore Costantino fece costruire, nella prima metà del IV secolo, una grande basilica, che inizialmente fu dedicata alla memoria apostolorum, e che in seguito assunse il nome attuale.
La chiesa ricevette anche l'attributo ad catacumbas per la presenza delle catacombe dove sul finire del III secolo furono deposte anche le spoglie del martire romano San Sebastiano da cui presero il nome, sulle quali venne costruita, mentre l'attributo fuori le mura è in riferimento al fatto che la chiesa si trova al di fuori delle Mura aureliane e serviva a distinguerla dalla chiesa di San Sebastiano al Palatino.
I resti di san Sebastiano furono trasferiti nella basilica di San Pietro in Vaticano nell'826, per il timore di un assalto dei Saraceni, che si materializzò, causando la distruzione della chiesa. Il luogo di culto fu riedificato da papa Nicola I (858-867) e l'altare del martire fu riconsacrato da papa Onorio III su richiesta dei cistercensi, che ricevettero la cura della chiesa.
L'edificio attuale risale alla ricostruzione ordinata dal cardinale Scipione Caffarelli-Borghese nel XVII secolo e portata avanti da Flaminio Ponzio prima e da Giovanni Vasanzio poi.
La basilica è sede parrocchiale, istituita il 18 aprile 1714 con bolla di papa Clemente XI. Ed è anche sede del titolo cardinalizio di «San Sebastiano alle Catacombe» istituito da papa Giovanni XXIII nel 1960.

## Descrizione

### La basilica costantiniana
Costantino fece costruire la primitiva basilica secondo il modello circiforme a tre navate e preceduta da un grande atrio quadrangolare, modello riscontrabile anche nelle altre basiliche fatte erigere dall'imperatore a Sant'Agnese sulla via Nomentana e a San Lorenzo sulla via Tiburtina. Parti di questa basilica furono utilizzate per la ricostruzione del XVII secolo: in particolare il nuovo edificio occupò l'antica navata centrale.
Nel 1933 furono ricostruite le navate utilizzando il deambulatorio che correva attorno alla basilica del IV secolo: nella navata di destra sono raccolti manufatti provenienti dalle catacombe sottostanti, ed è posta l'entrata al cimitero ipogeo; nella navata di sinistra vi sono una delle uscite della catacomba ed un museo epigrafico.

### L'attuale basilica

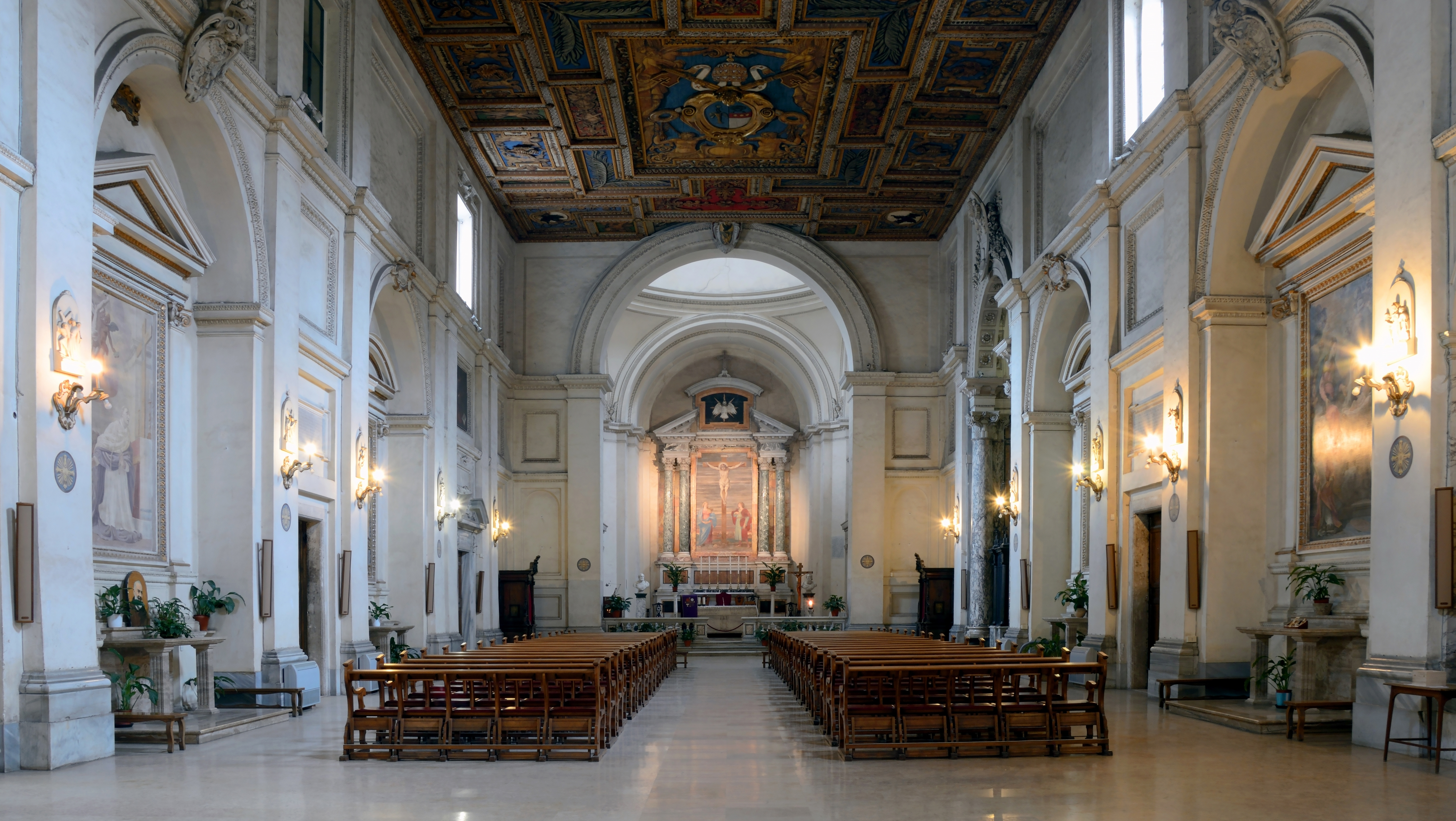
Interno della basilica.

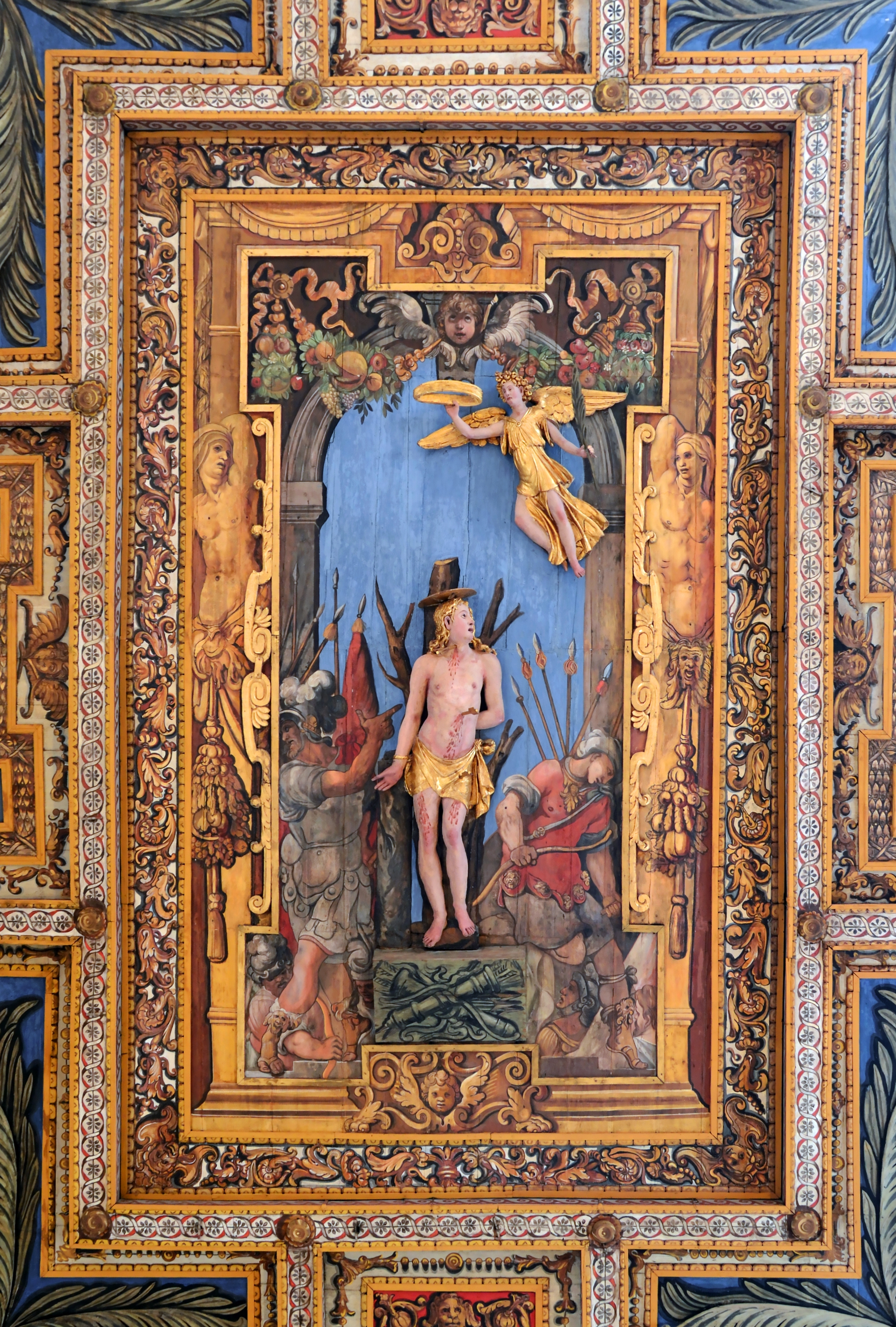
Riquadro del soffitto.

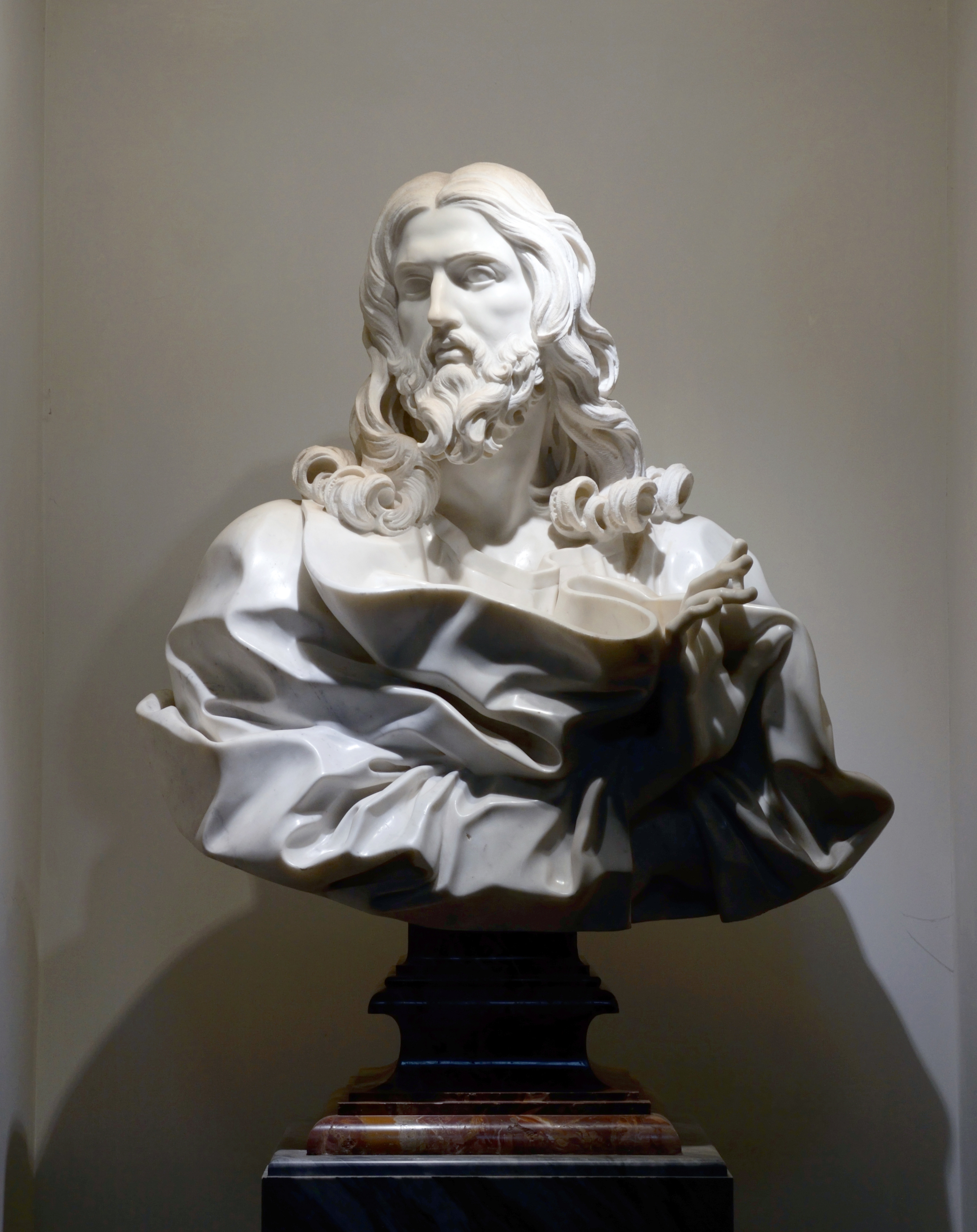
Il Salvator Mundi del Bernini

La facciata dell'edificio è dovuta a Giovanni Vasanzio e fu terminata nel 1613; essa è costituita da un portico a tre archi nella parte inferiore, a cui corrispondono da tre grandi finestre separata da paraste nella parte superiore. Gli archi inferiori sono sorretti da colonne di granito provenienti dalla basilica costantiniana.
L'interno è a navata unica, con soffitto ligneo intagliato: in esso sono raffigurati il santo titolare e gli stemmi del cardinale Scipione Borghese e di papa Gregorio XVI.
Sul lato destro si trovano: in una nicchia il celebre Salvator Mundi (Busto del Salvatore), ultimo capolavoro di Gian Lorenzo Bernini riscoperto nel 2001 nel convento adiacente alla chiesa; procedendo, la cappella delle reliquie, decorata nel 1625, in cui sono collocate una pietra che recherebbe le impronte dei piedi di Gesù, una delle frecce che trafissero (senza ucciderlo) san Sebastiano assieme a parte della colonna alla quale fu legato durante il supplizio; gli altari di Santa Francesca Romana e di San Girolamo; la cappella Albani, costruita nel 1706-1712 dall'architetto Carlo Fontana su commissione di papa Clemente XI Albani, sotto la direzione di Carlo Maratta, con la collaborazione di Alessandro Specchi, Filippo Barigioni e Carlo Fontana, tra le cui opere vi è una statua di Pietro Papaleo raffigurante San Fabiano con angeli.
Sul lato sinistro si hanno: a sinistra dell'entrata, la lapide di papa Damaso I con l'elogio funebre del martire Eutichio, fatta scolpire a Furio Dionisio Filocalo; la cappella di San Sebastiano, costruita da Ciro Ferri nel 1672, con statua del santo di Giuseppe Giorgetti, dove sono conservate le reliquie del martire; la cappella del Crocifisso (antica sacrestia) costruita nel 1727; gli altari laterali dedicati a san Carlo Borromeo e a san Francesco, e in quest'ultimo una tela raffigurante San Francesco in preghiera di Gerolamo Muziano.
La navata centrale termina con l'arco trionfale che porta al presbiterio: questo, a pianta quadrata, è sormontato da una cupola. L'altare maggiore, composto da un'edicola con quattro colonne, è opera di Flaminio Ponzio: in esso si trovano una tela di Innocenzo Tacconi con la Crocifissione, e ai lati Busti dei santi Pietro e Paolo di Nicolas Cordier. Ai lati del presbiterio si trovano due cantorie, delle quali quella di sinistra accoglie l'organo a canne, costruito nel 1910 da Pacifico Inzoli e modificato e ampliato da Libero Rino Pinchi nel 1964 (opus 192).